# Émile Ntamack
Pour les articles homonymes, voir Ntamack.

a Compétitions nationales et continentales officielles uniquement.

b Matchs officiels uniquement.
Dernière mise à jour le 10 avril 2015.
Émile Ntamack, né le 25 juin 1970 à Lyon, est un joueur international français et entraîneur de rugby à XV. Joueur, il a évolué aux postes d'arrière, d'ailier ou de centre au sein du Stade toulousain où il a fait toute sa carrière et a gagné plusieurs titres nationaux et européens. Après sa carrière de joueur, il en a entamé une d'entraîneur : il a notamment été entraîneur adjoint des trois-quarts pour le XV de France, équipe qu'il mène jusqu'en finale de la coupe du monde 2011, et de l'UBB, et s'occupe depuis 2017 des filières de jeunes au Stade toulousain.
Avec le Stade toulousain, il remporte deux Coupes d'Europe en 1996 et 2003 ainsi que six fois le championnat de France en 1994, 1995, 1996, 1997, 1999 et 2001. Avec l'équipe de France, il remporte une fois le Tournoi des Cinq Nations en 1997.
Il est surnommé « Milou » ou encore « la Panthère noire » en raison de sa couleur de peau et de sa foulée, souple et élégante.
Son fils Romain, né en 1999, joue au Stade toulousain et en équipe de France depuis 2019. En 2021, ils deviennent le premier duo père-fils à avoir remporté la Coupe d'Europe.
Son second fils, Théo, joue au Stade toulousain et en équipe de France des moins de 20 ans.

## Carrière de joueur

### Débuts
Émile Ntamack est le fils d'un ancien haltérophile camerounais reconverti arbitre de football, et d'une mère pied-noire, vivant en région lyonnaise où naissent leurs 3 fils.
Après avoir pratiqué le football et l’athlétisme, Émile Ntamack aborde le rugby. Repéré chez les cadets, alors qu'il jouait à Meyzieu (dans la banlieue lyonnaise), il intègre la filière sport-étude du lycée Jolimont. Il signe en tant que cadet à l'Association sportive vauréenne (Lavaur - Tarn). Il y dispute quelques saisons en tant que cadet, puis junior, dans une équipe où évoluaient également Bruno Dalla-Riva et Christophe Guiter, futurs membres eux aussi du Stade toulousain. Avec Lavaur, il dispute quelques matches en équipe une, qui évoluait à l'époque en Troisième Division. Puis, encore junior, il rejoint le Stade toulousain en 1988.

### En club

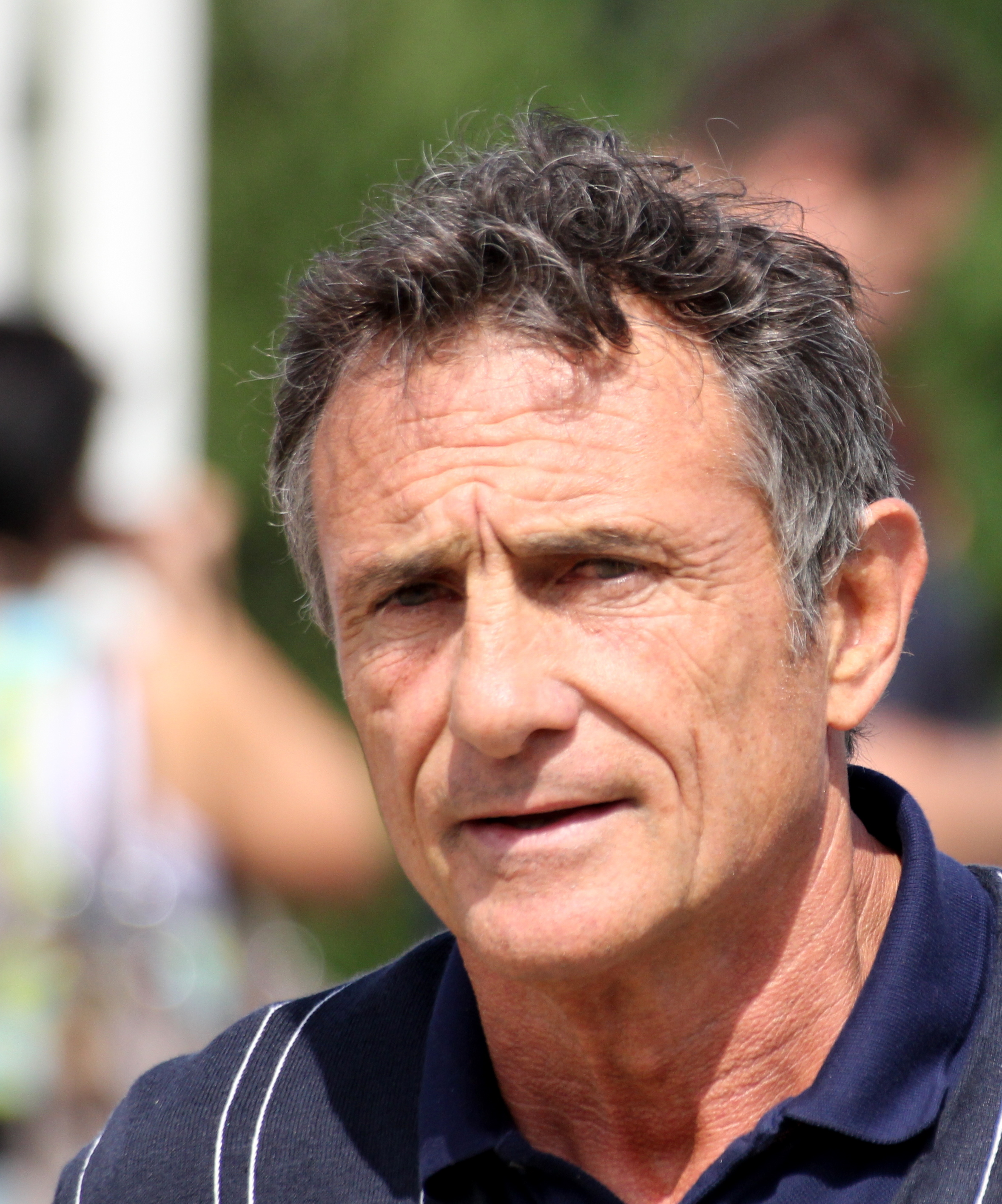
Guy Novès, ici en 2011, est l'entraîneur d'Émile Ntamack de 1993 à 2005.

Il y effectue toute sa carrière (capitaine à partir de 1996), se bâtissant un palmarès exceptionnel : champion de France Reichel 1989 et 1990, champion de France en 1994, 1995, 1996, 1997, 1999, 2001 (finaliste en 2003), vainqueur du Challenge du Manoir (devenu Coupe de France) en 1993, 1995 et 1998 et vainqueur de la Coupe d’Europe en 1996, 2003 et 2005 (finaliste en 2004).
Le 7 janvier 1996, il est capitaine du Stade toulousain pour la première finale de l'histoire de la Coupe d'Europe à l'Arms Park de Cardiff face au Cardiff RFC, les Toulousains s'imposent 21 à 18 après prolongation et deviennent ainsi les premiers champions d'Europe.
Le 24 mai 2003, il est titulaire avec le Stade toulousain en finale de la Coupe d'Europe au Lansdowne Road de Dublin face à l'USA Perpignan. Les Toulousains s'imposent 22 à 17 face aux catalans et deviennent ainsi de nouveau champions d'Europe. La saison suivante, il joue de nouveau la finale de la Coupe d'Europe qui se déroule cette fois au Stade de Twickenham à Londres face aux London Wasps. Il est titularisé sur l'aile droite. Les Anglais l'emportent sur le fil 27 à 20, à la suite d'une erreur de Clément Poitrenaud, empêchant les Toulousains de gagner un deuxième titre consécutif.
Il arrête sa carrière à l’issue de la saison 2004-2005.
En 2016, le site Rugbyrama le classe premier parmi les 10 meilleurs joueurs de l'histoire du Stade toulousain.

### En équipe de France
Il débute en équipe de France lors du Tournoi 1994, prenant part, quelques mois plus tard, à la mémorable tournée en Nouvelle-Zélande. À cette occasion, il suscite l’admiration de l’un de ses adversaires : le tout jeune Jonah Lomu.
Retenu pour la Coupe du monde 1995, Émile Ntamack s’illustre en inscrivant, dans les arrêts de jeu, un essai contre l’Écosse, offrant à la France la première place de sa poule et lui évitant ainsi d'affronter la Nouvelle-Zélande en quart de finale. Au tour suivant, contre l’Irlande, il est l’auteur d’un autre essai décisif, sur une interception de passe. Ces performances lui valent une nomination dans l’équipe-type de la Coupe du monde, ainsi que l’Oscar du Midi olympique 1995.
Ntamack remporte ensuite la Coupe Latine 1995, le Grand Chelem 1997 et est meilleur marqueur du Tournoi 1996.
Diminué par une pubalgie après avoir disputé le record[réf. souhaitée] de 54 matchs en 1995-96, il n’apparaît plus en équipe nationale entre janvier 1997 et novembre 1998. C’est toutefois en pleine possession de ses moyens qu’il fait son retour, étant l’un des seuls Français à tirer son épingle du jeu lors du Tournoi 1999. Il réalise notamment un exploit rare : trois essais inscrits contre le pays de Galles (malgré une défaite ce jour-là). Cela lui permet de finir meilleur marqueur de la compétition. Dans la foulée, il passe du poste d’arrière à celui de centre pour parvenir en finale de la Coupe du monde. Cette même année le voit finir meilleur marqueur de la Coupe d'Europe.
Après une dernière participation au Tournoi en 2000, Émile Ntamack n’apparaît plus sous le maillot bleu.

### Avec les Barbarians
Le 19 juin 1993, il est invité pour la première fois avec les Barbarians français contre le XV du Président pour le Centenaire du rugby à Grenoble. Les Baa-Baas s'imposent 92 à 34.
Le 11 novembre 1993, il joue de nouveau avec les Barbarians français contre l'Australie à Clermont-Ferrand. Les Baa-Baas s'inclinent 26 à 43.
Le 6 septembre 1994, il joue avec les Barbarians français contre les Barbarians au Stade Charlety à Paris. Les Baa-Baas s'imposent 35 à 18.

## Carrière d'entraîneur

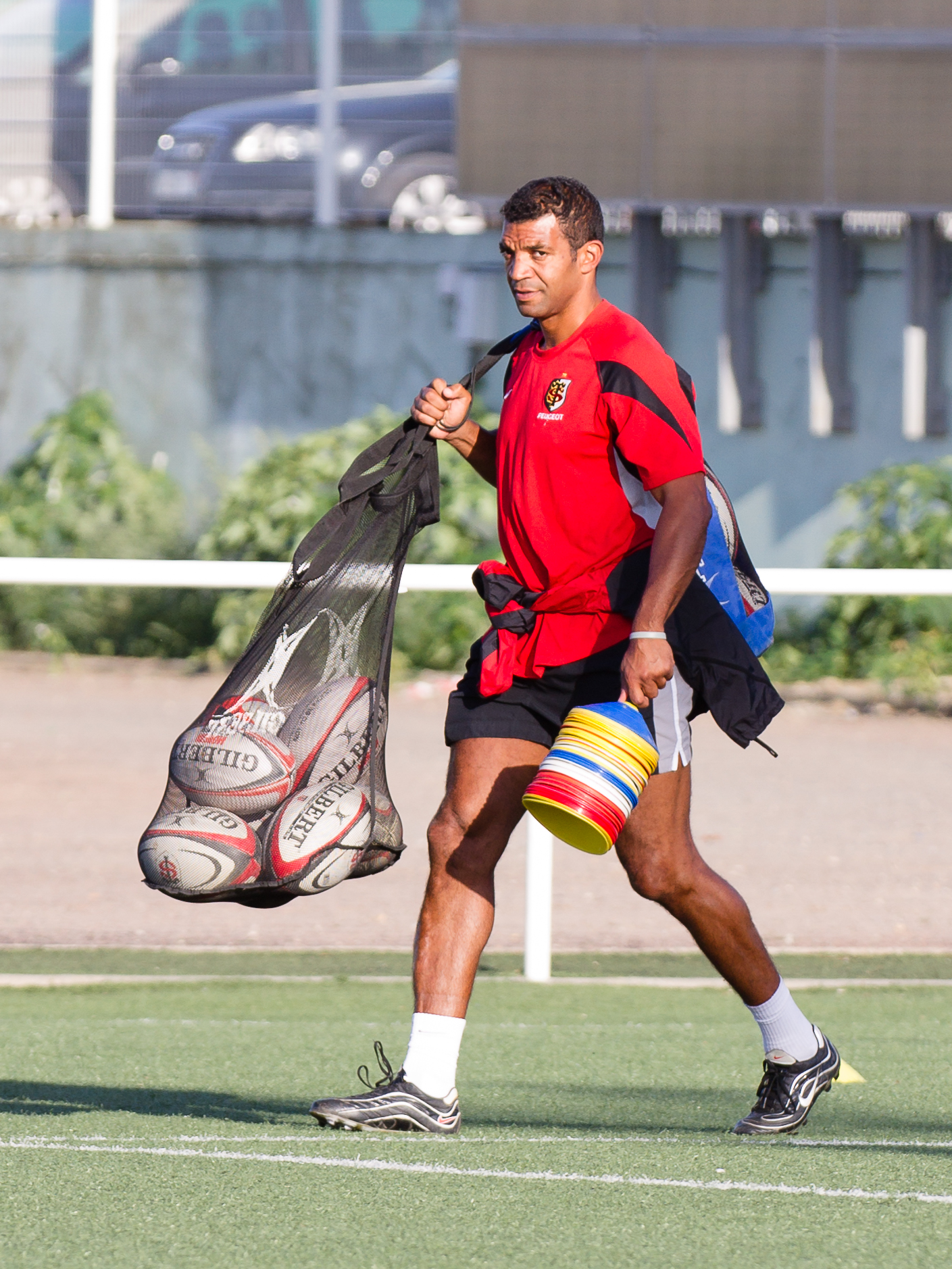
Emile Ntamack à l'entraînement des jeunes toulousains en 2012.

Après sa carrière de joueur, prenant en charge l’entraînement des moins de 21 ans du Stade toulousain, il effectue des piges épisodiques au cours de la saison 2004-2005 afin de pallier les nombreuses blessures des « Stadistes » (notamment un match de Coupe d’Europe contre Glasgow).
En 2005, il s'occupe de l'équipe de France des moins de 21 ans avec laquelle il devient champion du monde en 2006, avec des joueurs comme Lionel Beauxis.
À partir du 24 octobre 2007, il est chargé de l'entraînement des arrières du XV de France, épaulant Marc Lièvremont nommé à la suite de Bernard Laporte, Didier Retière étant pour sa part chargé des avants.
Ce trio remporte un match en Nouvelle-Zélande en 2009, la quatrième victoire des Bleus sur le sol néo-zélandais après la victoire du 14 juillet 1979 et les deux victoires de 1994, et est vainqueur du Tournoi des VI Nations 2010 avec en plus un Grand Chelem à la clé (le neuvième dans l'histoire du XV de France).
Après l'avoir lui-même vécu en tant que joueur, c'est cette fois au poste d’entraîneur qu'il accède à la finale de la coupe du Monde 2011 en Nouvelle-Zélande. L'équipe de France est battue 8-7.
Il entraîne quelques années l'équipe des benjamins (moins de 13 ans) du Stade toulousain et est aussi chargé du développement technique des joueurs de -13 ans à -17 ans. En juin 2015, Fabien Pelous devenant directeur sportif du Stade toulousain, Ntamack choisit le poste d’entraîneur des lignes arrière de l'Union Bordeaux Bègles. Il reste finalement deux saisons sur trois à Bordeaux avant de revenir au Stade toulousain en tant que manager général de la formation,. Il succède ainsi au directeur sportif Fabien Pelous pour diriger la formation toulousaine mais n'intervient pas sur l'équipe première. En plus de ce rôle de manager, il entraîne des équipes de jeunes au sein du club,.
En 2019, il est invité à diriger la première sélection régionale créée par la Ligue régionale Occitanie de rugby, pour affronter l'Espagne le 16 novembre au Stade Ernest-Wallon, aux côtés de Christian Labit et David Marty. Les joueurs sélectionnés évoluent dans les clubs professionnels de la région.

### Bilan par saison

#### En sélection
| Année | Sélection | Tournoi     | Poste    | Classement IRB à la fin de l'année | Tournoi      | Coupe du monde |
| ----- | --------- | ----------- | -------- | ---------------------------------- | ------------ | -------------- |
| 2008  | France    | Six Nations | Arrières | 7e                                 | 3e           | -              |
| 2009  | France    | Six Nations | Arrières | 5e                                 | 3e           | -              |
| 2010  | France    | Six Nations | Arrières | 6e                                 | Grand Chelem | -              |
| 2011  | France    | Six Nations | Arrières | 3e                                 | 2e           | Finaliste      |

#### En club
| Saison      | Club                  | Division | Poste    | Classement | Coupe d'Europe   | Challenge européen |
| ----------- | --------------------- | -------- | -------- | ---------- | ---------------- | ------------------ |
| 2015 - 2016 | Union Bordeaux Bègles | Top 14   | Arrières | 7e         | Éliminé en poule | -                  |
| 2016 - 2017 | Union Bordeaux Bègles | Top 14   | Arrières | 11e        | Éliminé en poule | -                  |

## Autre
Il obtient l'Oscar du Midi olympique (meilleur joueur français du championnat) en 1995.
À la fin de l'année 1994, il tenta de créer, avec le montferrandais Philippe Saint-André, le narbonnais Laurent Benezech et le palois Laurent Cabannes, une structure réunissant l'ensemble des joueurs français en cours de professionnalisation. L'aventure tourna court, faute de moyens matériels et financiers.
Le 12 février 1998, avec le Montferrandais Jean-Marc Lhermet, il réussit enfin à créer un premier Syndicat national des joueurs de rugby professionnels qui deviendra Provale le 8 octobre 2001. Les deux joueurs étaient aidés en cela par Rémi Trémoulet, Jean-Michel Delgado et Pascal Valleau. Aujourd'hui[Quand ?] Provale compte plus de 500 adhérents.
Son frère, Francis Ntamack, fut lui aussi sélectionné en équipe de France.
Il est aussi à l'origine de la création de sa marque de vêtement de sport NTK DG (avec son associé Denis Grenouillé, ancien arbitre de rugby) depuis 1996. Entreprise située près de l'école croix rouge à Toulouse. Il s'occupe aussi de la téléphonie mobile des entreprises du grand Sud Ouest pour le compte d'Orange (France Télécom) et ce depuis 2001.
De 2004 à 2008, il est membre du comité directeur de la Fédération française de rugby.
De 2013 à 2015, il est consultant pour Sud Radio. Durant la saison 2014-2015, il est consultant pour beIN Sports.

## Distinctions
- Chevalier de la Légion d'honneur[15] (2024)

## Parcours
- 1986-1987 :
  - Champion de France cadet, avec le lycée sport étude toulousain de Jolimont.

- 1988-1989 :
  - Champion de France junior Reichel avec le Stade toulousain.
  - Champion de France junior avec le lycée sport étude de Jolimont.
  - Champion de France junior Tadei avec le comité de Midi-Pyrénées.
  - Vainqueur du tournoi FIRA avec l'équipe de France junior.

- 1989-1990 :
  - Champion de France junior Reichel avec le Stade toulousain.

- 1991-1992 :
  - Champion de France universitaire avec l’université Paul-Sabatier de Toulouse.

- 1992-1993 :
  - Champion de France militaire avec le 14e régiment parachutistes et de soutien.
  - Vainqueur du Challenge Yves du Manoir avec le Stade toulousain.

- 1993-1994 :
  - Champion de France de 1re division avec le Stade toulousain.
  - Vainqueur de la Nouvelle-Zélande en test match à Auckland.

- 1994-1995 :
  - Champion de France de 1re Division avec le Stade toulousain.
  - Vainqueur du Challenge Yves du Manoir avec le Stade toulousain.
  - 3e de la Coupe du monde de rugby 1995, en Afrique du Sud.
  - (Élu dans l 'équipe idéale de cette même Coupe du monde).
  - Vainqueur de la 1re Coupe latine, en Argentine.
  - Élu meilleur joueur de l’année : Oscar du Journal Midi-Olympique.

- 1995-1996 :
  - Nommé Capitaine du Stade toulousain.
  - 1er Champion d'Europe de la Heineken Cup avec le Stade toulousain.
  - Champion de France de 1re division avec le Stade toulousain.

- 1996-1997 :
  - Vainqueur du Tournoi des cinq nations, avec un Grand Chelem à la clé.
  - Il manque la finale du championnat de France, qui est gagnée par le Stade toulousain… sans marquer d'essai.

- 1997-1998 :
  - Vainqueur de l'ex-Challenge Yves du Manoir avec le Stade toulousain, entre-temps devenu la Coupe de France depuis un an.

- 1998-1999 :
  - Champion de France de 1re division avec le Stade toulousain.
  - Vice-champion du monde de rugby à XV, en Grande-Bretagne.

- 2002-2003 :
  - Champion d'Europe de la Heineken Cup avec le Stade toulousain (seul joueur européen alors -avec Philippe Carbonneau le premier en 1998- ayant obtenu deux titres en club).
  - Finaliste du Championnat de France de 1re division avec le Stade toulousain.

- 2003-2004 :
  - Finaliste de la Heineken Cup.

## Carrière

### En club
- US Meyzieu
- Amicale Sportive Vauréenne (Lavaur)
- Stade toulousain

### Internationale
Émile Ntamack a connu sa première sélection avec l'équipe de France le 19 février 1994 contre le pays de Galles.
Il a été sélectionné 46 fois et a joué son dernier match le 1er avril 2000 contre l'Italie.

## Statistiques

### Tournoi des Cinq/Six Nations
| Édition           | Rang | Résultats France | Résultats Ntamack | Matchs Ntamack |
| ----------------- | ---- | ---------------- | ----------------- | -------------- |
| Cinq Nations 1994 | 3    | 2 v, 0 n, 2 d    | 0 v, 0 n, 1 d     | 1/4            |
| Cinq Nations 1995 | 3    | 2 v, 0 n, 2 d    | 2 v, 0 n, 0 d     | 2/4            |
| Cinq Nations 1996 | 3    | 2 v, 0 n, 2 d    | 2 v, 0 n, 2 d     | 4/4            |
| Cinq Nations 1997 | 1    | 4 v, 0 n, 0 d    | 1 v, 0 n, 0 d     | 1/4            |
| Cinq Nations 1999 | 5    | 1 v, 0 n, 3 d    | 1 v, 0 n, 3 d     | 4/4            |
| Six Nations 2000  | 2    | 3 v, 0 n, 2 d    | 3 v, 0 n, 2 d     | 5/5            |

Légende : v = victoire ; n = match nul ; d = défaite ; la ligne est en gras quand il y a Grand Chelem.

### Coupe du monde
| Édition             | Rang      | Résultats France | Résultats Ntamack | Matchs Ntamack |
| ------------------- | --------- | ---------------- | ----------------- | -------------- |
| Afrique du Sud 1995 | Troisième | 5 v, 0 n, 1 d    | 4 v, 0 n, 1 d     | 5/6            |
| Royaume-Uni 1999    | Finaliste | 5 v, 0 n, 1 d    | 5 v, 0 n, 1 d     | 6/6            |

Légende : v = victoire ; n = match nul ; d = défaite.

## Palmarès de joueur

### En club
Junior
- Quatre Championnats de France Junior (deux Reichel, un Taddei, un scolaire)
- Champion de France universitaire en 1992
- Champion de France militaire en 1993

Senior
- Vainqueur du Challenge Yves du Manoir en 1993 (face au Castres olympique), 1995 (face à Bordeaux Bègles), 1998 (face au Stade français)

- 6 fois Champion de France : 1994 face à Clermont, 1995 face à Castres, 1996 face à Brive (capitaine), 1997 face à Bourgoin, 1999 face à Clermont et 2001 face à Clermont
  - Vice-champion de France en 2003 face au Stade français

- Vainqueur de la Coupe d'Europe en 1996 (face au Cardiff RFC), 2003 (face à l'USA Perpignan)
  - Vice-champion d'Europe en 2004 (face aux London Wasps)
  - 49 matchs de Coupe d’Europe disputés, 21 essais marqués, 1 transformation (107 points)[16]

### International
Stats générales
- 46 sélections[2]
- 26 essais, 1 pénalité, 1 transformation (135 points) : 6e meilleur marqueur d'essais de tous les temps en équipe de France.
- Sélections par année : 5 en 1994, 13 en 1995, 8 en 1996, 1 en 1997, 1 en 1998, 13 en 1999, 5 en 2000.
- Participation aux tournées au Canada en 1994, en Nouvelle-Zélande en 1994 et 1999, et en Argentine en 1996.
- Coupe Latine (1995)

Tournoi des cinq nations et Tournoi des Six Nations
- Joués : 1994, 1995, 1996, 1997, 1999, 2000,
- Gagnés : Grand Chelem en 1997.
- Il fut désigné meilleur marqueur des éditions 1996 (avec un Écossais) et 1999 (avec un autre Écossais, il marque alors 5 essais).

Coupes du monde
- 1995 : 5 sélections (Tonga, Écosse, Irlande, Springboks, Angleterre).
- 1999 : vice-champion du monde, 6 sélections (Canada, Namibie, Fidji, Pumas, All Blacks, Wallabies).

Junior
- International -18 ans : tournois FIRA Junior (1988 et 1989)
- International -23 ans
- International universitaire
- International militaire

## Palmarès d’entraîneur

### Équipe de France de rugby à XV des moins de 21 ans
- Champion du monde 2006

### Équipe de France de rugby à XV
- Grand Chelem lors du tournoi des six nations 2010
- Vice-Champion du monde 2011